# Kál
Kál é uma vila da Hungria, situada no condado de Heves. Tem 34,81 km² de área e sua população em 2019 foi estimada em 3.519 habitantes.